# Сухоцвіт
Сухоцві́т (Gnaphalium L.) — рід однорічних, рідше дворічних рослин з родини айстрових. Рід містить понад 40 видів, які поширені в помірних і субтропічних регіонах світу.
В Україні росте 2 види: сухоцвіт багновий (G. uliginosum L.) росте у вологих, болотистих місцях, у великій кількості на низькогір'ї Карпат, як бур'ян на городах. Містять алкалоїд гнафалін, чинбарні речовини, смолу, каротин, вітамін С. Використовується при виразкових хворобах, важковигойних ранах і виразках, при легких формах гіпертонії. Другий вид — сухоцвіт російський (Gnaphalium rossicum Kirp.) — більш-менш звичайний у Степу й на півдні Лісостепу.
Деякі „українські“ види тепер перенесено в інші роди: Gnaphalium hoppeanum → Omalotheca hoppeana, Gnaphalium luteo-album → Helichrysum luteoalbum; Gnaphalium norvegicum → Omalotheca norvegica, Gnaphalium supinum → Omalotheca supina, Gnaphalium sylvaticum → Omalotheca sylvatica.

## Етимологія
Назва Gnaphalium походить від дав.-гр. γνάφαλλον — «пучок вовни», -ιον — зменшувальний суфікс; вказує на шерстистий вигляд цих рослин. Сухоцвіт чи сухітник — похідне утворення від сухий, сухота; назва зумовлена, очевидно, рідким розміщенням листя цих рослин на стеблах.

## Морфологічна характеристика
Це однорічні, рідше дворічні чи багаторічні, трави до 30 см заввишки, переважно шерстисті. Коренева система зазвичай стрижнева. Стебло зазвичай 1, прямовисне (часто з лежаче-висхідними гілками від основи; ± шерстисто-пухчасті, не залозисті. Листки сірі, переважно стеблові, чергові, ± сидячі, переважно вузькі, плоскі з цільними краями, на обох поверхнях запушені. Квіткові голови кінцеві чи в кінцевих китицях дископодібні, поодинокі чи кілька разом, іноді оточені кільцем листя; філарії [приквітки в обгортці] в 3–5 рядів, білі чи від жовтувато-коричневих до коричневих, плоскі. Зовнішні квіточки численніші (40–80) пурпурові, жовті чи кремові, жіночі, ниткоподібні; внутрішніх квіточок 4–7, вони двостатеві, менші від зовнішніх, пурпурові, жовті (рідко лілові), часточки волохаті. Сім'янки (ципсели) довгасті, голі чи волохаті. Щетинки папусу капілярні. x = 7.

## Використання
Молоді листки деяких видив застосовують як інгредієнти салату. Деякі  види мають лікувальні застосування. Листя деяких видів можна використовувати як трут. З усієї рослини Gnaphalium uliginosum отримують жовтий і зелений барвники.

## Види
1. Gnaphalium alpigenum F.Muell. ex Hook.f.
2. Gnaphalium austroafricanum Hilliard
3. Gnaphalium capense Hilliard
4. Gnaphalium chiliastrum (Mattf.) P.Royen
5. Gnaphalium chimborazense Hieron.
6. Gnaphalium clemensiae Mattf.
7. Gnaphalium confine Harv.
8. Gnaphalium declinatum L.f.
9. Gnaphalium demidium (O.Hoffm.) Hilliard & B.L.Burtt
10. Gnaphalium diamantinense Paul G.Wilson
11. Gnaphalium diminutivum Phil.
12. Gnaphalium ecuadorense Hieron.
13. Gnaphalium englerianum (O.Hoffm.) Hilliard & B.L.Burtt
14. Gnaphalium exilifolium A.Nelson
15. Gnaphalium filagopsis Hilliard & B.L.Burtt
16. Gnaphalium flavocephalum G.L.Nesom
17. Gnaphalium genevoisi Emb.
18. Gnaphalium gnaphalodes (DC.) Hilliard & B.L.Burtt
19. Gnaphalium griquense Hilliard & B.L.Burtt
20. Gnaphalium heleios P.Royen
21. Gnaphalium indutum Hook.f.
22. Gnaphalium limicola Hilliard
23. Gnaphalium lycopodium Pers.
24. Gnaphalium maclovianum Gand.
25. Gnaphalium magellanicum Sch.Bip.
26. Gnaphalium nelsonii Burtt Davy
27. Gnaphalium palustre Nutt.
28. Gnaphalium pauciflorum DC.
29. Gnaphalium peguense R.Kr.Singh
30. Gnaphalium phaeolepis Phil.
31. Gnaphalium pilulare Wahlenb.
32. Gnaphalium polium Wedd.
33. Gnaphalium polycaulon Pers.
34. Gnaphalium pseudohelichrysum Reiche
35. Gnaphalium puberulum DC.
36. Gnaphalium rossicum Kirp.
37. Gnaphalium rosulatum S.Moore
38. Gnaphalium sepositum Benoist
39. Gnaphalium simii (Bolus) Hilliard & B.L.Burtt
40. Gnaphalium sodiroi Hieron.
41. Gnaphalium stewartii C.B.Clarke ex Hook.f.
42. Gnaphalium uliginosum L.
43. Gnaphalium unionis Sch.Bip. ex Hochs